# Методия Стефановски
Методия Стефановски (на македонска литературна норма: Методија Стефановски) е генерал-полковник от Социалистическа федеративна република Югославия.

## Биография
Роден е на 24 декември 1926 година в град Прилеп. Завършва основно образование през 1936 г. и търговско училище през 1940 г. Влиза в НОВМ през октомври 1943 година, а на следващата година и в ЮКП. В края на Втората световна война е офицер на ОЗНА в бригада и помощник-командир на дивизия по ОЗНА. От 1945 до 1949 г. е заместник-началник на секция на разузнавателната служба в дивизия. През 1948 г. завършва малка матура в югославската армия. В периода 1949 – 1954 г. е началник на секция на разузнавателната служба на Скопския военен окръг. През 1954 г. завършва подофицерско училище. След това до 1956 г. е началник на секция в корпус. Между 1956 и 1959 г. е началник на секция в Отделението за сигурност на трета армейска област. От 1959 до 1964 г. е началник на секция в Отделението за сигурност на Държавния секретар за народна отбрана (ДСНО). През 1962 г. завършва Висша военна академия на ЮНА. В периода 1964 – 1968 г. е началник на секция в отделението на Управлението за сигурност на ДСНО. През 1966 г. завършва Правен факултет, а през 1968 г. и Военна школа. От 1968 до 1969 г. е началник на отделението за сигурност на първа армейска област. В периода 1969 – 30 септември 1975 е член на Изпълнителния съвет на СРМ като е републикански секретар за народна отбрана с ранг на министър. Между 1975 и 1980 г. е помощник-командир на първа армия по моралното, политическото възпитание и политическата работа. От 1980 до 1982 г. е председател на комитета за организация на СКЮ в ЮНА. Между 1982 и 1984 г. е заместник-началник на Генералния щаб на Югославската народна армия по териториалната отбрана. От 1984 до 1986 г. е помощник-съюзен секретар на народната отбрана в политическо-правния сектор. Член е на ЦК на ЮКП от 1982 до 1986 г.

## Военни звания
- Поручик (1945)
- Капитан (1946)
- Майор (1950)
- Подполковник (1955)
- Полковник (1965)
- Генерал-майор (1970)
- Генерал-лейтенант (1976), предсрочно
- Генерал-полковник (1985)

## Награди
- Орден за храброст, 1945 година;
- Орден за заслуги пред народа със сребърна звезда, 1946 година;
- Орден на Партизанската звезда със сребърен венец, 1947 година;
- Орден за военни заслуги със сребърни мечове, 1952 година;
- Орден на Народната армия със сребърна звезда, 1959 година;
- Орден на Народната армия със златна звезда, 1964 година;
- Орден за военни заслуги с голяма звезда, 1974 година;
- Орден на Народната армия с лавров венец, 1980 година;
- Орден на Републиката със златна звезда, 1986 година.